# Antocha (Antocha) sparsipunctata
Antocha (Antocha) sparsipunctata is een tweevleugelige uit de familie steltmuggen (Limoniidae). De soort komt voor in het Oriëntaals gebied.